# 沒有暖桌的家
《沒有暖桌的家》是日本電視台於2023年10月18日至12月20日播出的週三連續劇，由小池榮子主演。
臺灣由KKTV於2023年10月19日起跟播。

## 登場人物

### 主要人物
- 深堀萬里江：小池榮子[1]

主人公。婚禮企劃顧問。

### 深堀家
- 深堀悠作：吉岡秀隆[2]

萬里江的丈夫。不紅的漫畫家。
- 深堀順基：作間龍斗（小傑尼斯 / HiHi Jets）[2]

萬里江與悠作的兒子。志在當偶像但試鏡選拔落選而對未來感到迷茫。
- 山神達男：小林薰[2]

萬里江的父親。晚年離婚而孤單一人，由萬里江照顧。曾經是精英商社職員。

### Ferrichelin
- 八塚志織：和冉千秋[3]

婚禮企劃顧問。萬里江的部下。
- 師島澄彥：河野真也[3]

婚禮企劃顧問。
- 首藤凛奈：石川萌香[3]

助理。

### 萬里江的相關人物
- 貝田清美：高橋惠子[3]

萬里江的母親。
- 霞田和惠：野野村友紀子[3]

餐車「Bronson」店主。家庭主婦。

### 其他人物
- 土門幸平：北村一輝[3]

悠作的編輯擔當。
- 原木田玲良（原木田れいら）：平澤宏宏路[3]

順基的同學。
- 酒井光（酒井ひかる）：富田望生[3]

新婚新娘。
- 德丸康彥：中川大輔[3]

與志織同居的男朋友。自由業。正努力成為建築師。

## 製作團隊
- 劇本：金子茂樹
- 配樂：金子隆博、岡出莉菜
- 主題曲：石川小百合（Teichiku Records）[4]
- 導演：中島悟、丸谷俊平、苗代祐史
- 總製作人：田中宏史
- 製作人：櫨山裕子、大護彰子、市山龍次
- 製作協力：Office Crescendo
- 製作著作：日本電視台

## 播出日程
- 第3話因延長轉播『日本職棒 2023年日本大賽』（阪神×歐力士），而延後80分鐘播出（23:20 - 0:20）。

| 集數                                                                      | 播出日期 | 副標題 | 標題 | 導演     | 收視率 |
| ------------------------------------------------------------------------- | -------- | ------ | ---- | -------- | ------ |
| 第1話                                                                     | 10月18日 |        |      | 中島悟   | 7.3%   |
| 第2話                                                                     | 10月25日 |        |      | 中島悟   | 6.1%   |
| 第3話                                                                     | 11月01日 |        |      | 丸谷俊平 | 5.0%   |
| 第4話                                                                     | 11月08日 |        |      | 丸谷俊平 | 6.0%   |
| 第5話                                                                     | 11月15日 |        |      | 中島悟   | 6.1%   |
| 第6話                                                                     | 11月22日 |        |      | 丸谷俊平 | 6.4%   |
| 第7話                                                                     | 11月29日 |        |      | 中島悟   | 6.0%   |
| 第8話                                                                     | 12月06日 |        |      | 苗代祐史 | 5.8%   |
| 第9話                                                                     | 12月13日 |        |      | 丸谷俊平 | 5.6%   |
| 最終話                                                                    | 12月20日 |        |      | 中島悟   | 6.8%   |
| 平均收視率 6.1%（收視率由Video Research調查關東地區、家戶的即時統計資料） |          |        |      |          |        |

## 獎項
| 年份   | 名稱              | 獎項           | 提名者/獲獎者                    | 結果 |
| ------ | ----------------- | -------------- | -------------------------------- | ---- |
| 2023年 | 第118回日劇學院賞 | 最佳作品       | 沒有暖桌的家                     | 獲獎 |
| 2023年 | 第118回日劇學院賞 | 最佳女主角     | 小池榮子                         | 提名 |
| 2023年 | 第118回日劇學院賞 | 最佳男配角     | 吉岡秀隆                         | 提名 |
| 2023年 | 第118回日劇學院賞 | 最佳電視劇歌曲 | 《多數沒用的男人之歌》石川小百合 | 提名 |
| 2023年 | 第118回日劇學院賞 | 最佳劇本       | 金子茂樹                         | 獲獎 |

## 外部連結
- 電視劇官方網站（日語）
  - 電視劇的X（前Twitter）（日語）
  - 電視劇的Instagram帳戶

| 日本 日本電視台 週三連續劇                 | 日本 日本電視台 週三連續劇                | 日本 日本電視台 週三連續劇 |
| ------------------------------------------ | ----------------------------------------- | -------------------------- |
|                                            | 沒有暖桌的家 （2023年10月18日－12月20日） |                            |
| 往這邊看 向井君 （2023年7月12日－9月13日） | 隔壁的護佐姐姐 （2024年1月10日－3月13日） |                            |